# Кравець Андрій Миколайович
Кравець Андрій Миколайович (* 7 грудня 1971, Львів) — український журналіст (спеціалізація — фінанси та банківська справа), заступник головного редактора журналу «Компаньон», головний редактор журналу «&.Финансист».

## З життєпису
Освіта: СШ № 54 м. Львова (1988); Львівський державний університет, фізичний факультет, астрофізик (1989-1994).
Осінь 1990 — брав участь у «революції на граніті».
Жовтень 1993 — серпень 1995 — редактор тижневика «Фінанси і приватизація», тижневик «Пост-Поступ», інформаґенція «Post-Інформ» (Львів).
Жовтень 1995 — 1996 — редактор відділу, тижневик «Формула поступу» (Львів).
1996 — випусковий редактор, Інформаґенція «Інфобанк» (Львів).
Вересень 1996 — поч. 1997 — журналіст, програма «Параграф» («Вікна»).
З вересня 1998 — редактор відділу «Економіка і фінанси» (Видавничий дім «Максимум», журнал «Компаньон», Київ).
Захоплення — астрономія.